# Serguei Efron
Serguei Efron   (Moscou, 29 de setembre de 1893 (Julià) - Moscou, 16 d'octubre de 1941), nom complet amb patronímic Serguei Iàkovlevitx Efron, rus: Серге́й Я́ковлевич Эфро́н, fou un poeta de l'Imperi Rus, oficial de l'Exèrcit Blanc, marit de Marina Tsvetàieva i pare d'Ariadna Efron. Mentre estava a l'emigració, va ser reclutat per l'NKVD soviètica.Després de tornar a l'URSS des de França, va ser executat.

## Vida familiar
Serguei va néixer a Moscou. Fou el sisè de nou fills nascuts de Ielizaveta Petrovna Durnovo (1853-1910) i de Iàkov Konstantínovitx Efron (1854–1909). Tots dos eren revolucionaris russos i membres de Naródnaia Vólia. Iàkov treballava com a agent d'assegurances i va morir de càncer el 1909. L'any següent, Ielizaveta va trobar que un dels seus fills s'havia suïcidat i poc després d'aquest dia es va suïcidar. Iàkov era d'una família jueva, mentre que Ielizaveta provenia d'un llinatge de nobles i comerciants russos; Iàkov es va convertir a la fe luterana per casar-se amb Ielizaveta.
Des de l'adolescència, Serguei va patir tuberculosi, la seva salut mental també es va veure minada per la mort de la seva mare. El 1911, mentre estava de vacances a Koktebel ("Terra dels turons blaus"), un conegut refugi de Crimea per a escriptors, poetes i artistes, Efron, de 17 anys, va conèixer Marina Tsvetàieva. Es van enamorar i es van casar el gener de 1912. Tot i que van tenir una intensa relació, Tsvetàieva va tenir aventures extramatrimonials, entre d'altres amb Óssip Mandelxtam i la poetessa Sofia Parnok.
Tsvetàieva i el seu marit van passar els estius a Crimea fins a la Revolució. Van tenir dues filles:: Ariadna, o Àlia, (nascuda el 1912) i Irina (nascuda el 1917), i un fill, Gueorgui.

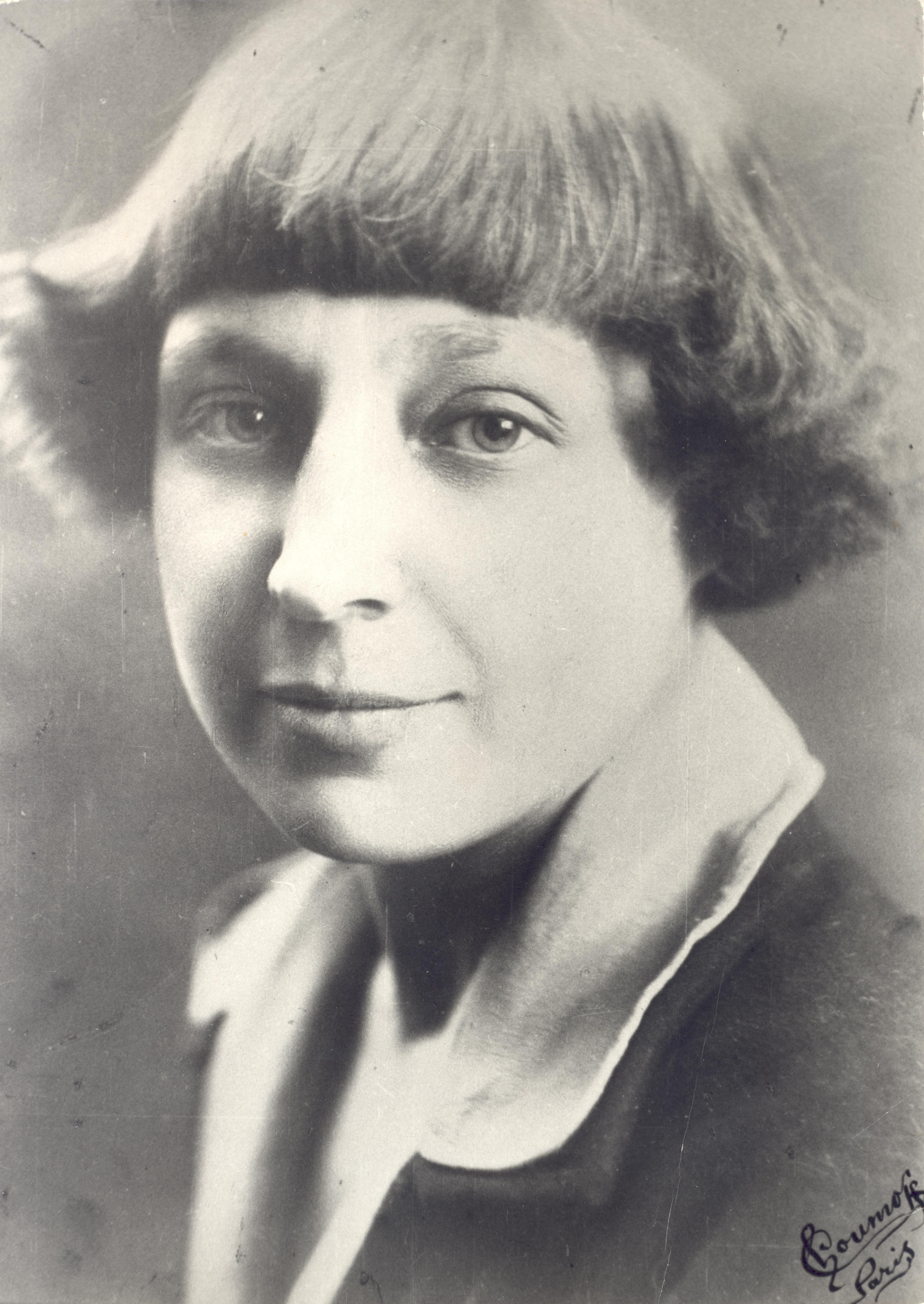
Marina Tsvetàieva, muller de Serguei Efron i poeta

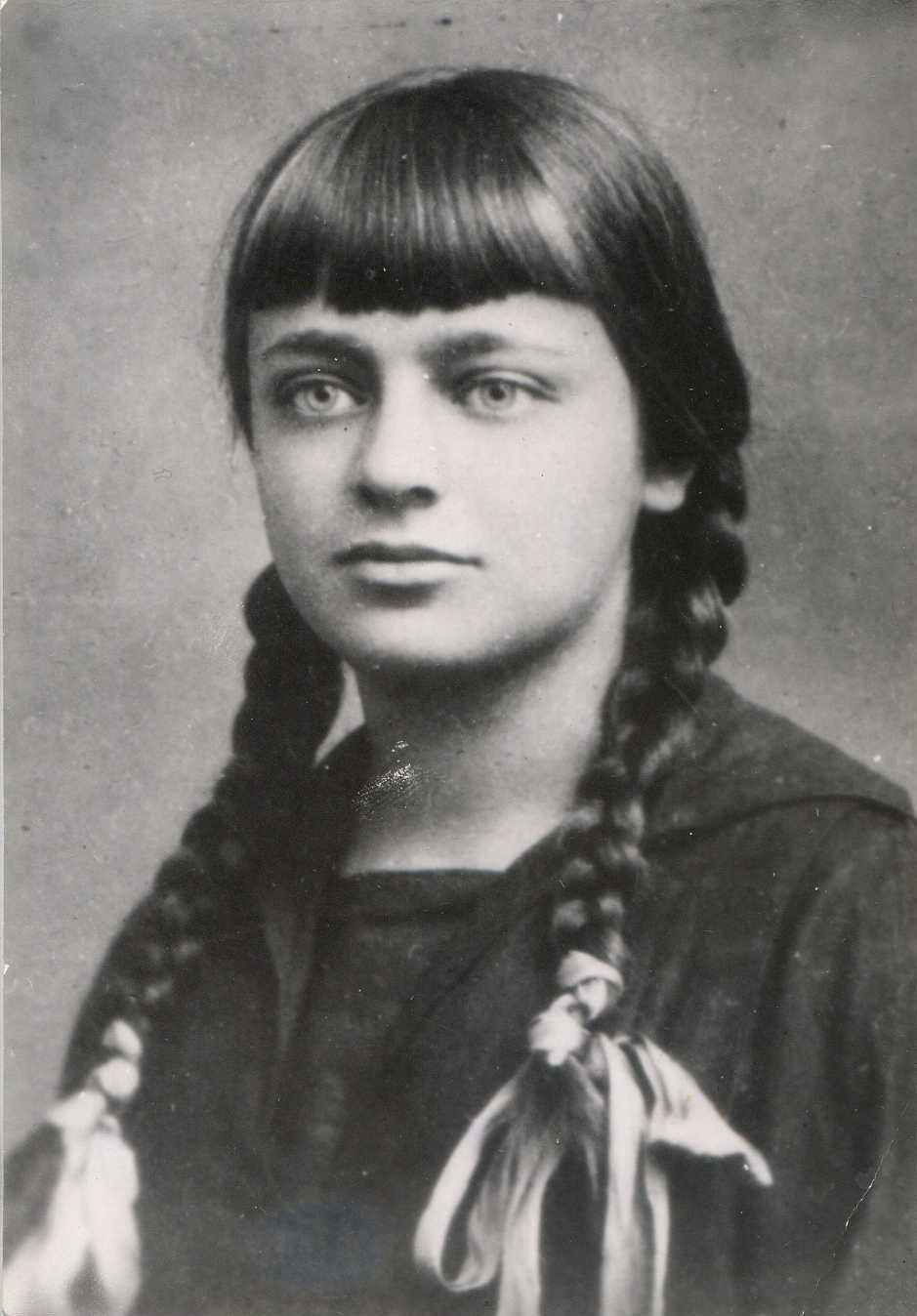
Ariadna (Àlia) Efron, filla de Serguei Efron, 1926

## Revolució Russa i Guerra Civil
El 1914, amb l'esclat de la Primera Guerra Mundial, Efron va intentar repetidament ser voluntari per a l'exèrcit, però les comissions mèdiques van rebutjar la seva sol·licitud degut a la seva mala salut. Com a resultat, Efron va ser enviat al front com a infermer. Tot i això, al final aconseguí ingressar a l'escola de cadets,on que es va graduar el 1917. L'11 de febrer de 1917 va ser enviat a l'escola d'oficials de Peterhof per al servei. Sis mesos després, va ser allistat al 56è Regiment de la Reserva d’Infanteria.
L'octubre de 1917 va participar en batalles amb els bolxevics a Moscou. Després es va unir a l'Exèrcit Blanc i va participar en la Marxa del Gel i la defensa de Crimea. Amb el començament de la Guerra Civil, la connexió entre Tsvetàieva i Efron es va veure interrompuda, i no tenien informació l'un de l'altre. Efron ni tan sols sabia que la seva filla Irina havia mort de fam a Moscou. Tsvetàieva va escoltar rumors sobre la mort d'Efron. En una de les seves cartes de 1917, va escriure: "Si Déu fa aquest miracle, si et deixa viu, et seguiré com un gos". Vint anys després, el 1939, anant cap a l'URSS després del seu marit, va afegir una antiga carta de 1917: “Així doncs aniré. Com un gos”.

## Postguerra civil
Després del final de la Guerra Civil, a la tardor de 1920, Efron, com a part de la seva unitat, va ser evacuat a la Península de Gal·lípoli i després es va traslladar a Constantinoble i a Praga. Tsvetàieva només es va assabentar que el seu marit vivia el juny de 1921 i va rebre la primera carta d'ell el juliol. I només a la primavera del 1922 ella, juntament amb la seva filla Ariadna, va emigrar de Rússia i es va traslladar a Berlín, on es va retrobar amb el seu marit.
L'agost de 1922 la família es va traslladar a Praga. Amb Efron estudiant política i sociologia a la Universitat Carolina i vivint en hostals, Tsvetàieva i Ariadna van trobar habitacions en un poble fora de la ciutat, i vivien en una pobresa incessant, sense poder-se permetre allotjar-se a Praga. Ella escriu: "Ens devora el carbó, el gas, el lleter, el forner ... l'única carn que mengem és carn de cavall".
L'estiu de 1924 Efron i Tsvetaeva van deixar Praga cap als suburbis, i visqueren durant un temps a Jíloviště, abans de traslladar-se a Všenory, on Tsvetàieva va concebre el seu fill, Gueorgui, a qui més endavant anomenaria "Mur".Era un nen difícil, però Tsetàieva l'estimava obsessivament. Amb Efron ara poques vegades lliure de tuberculosi, la seva filla Ariadna va quedar relegada al paper d’ajudant i confident de la mare i, en conseqüència, va sentir que li havien arrabassat bona part de la seva infància.
El 1925 la família es va establir a París, on viuria els 14 anys vinents. Durant aquest temps Tsvetàieva va contraure la tuberculosi.

## Agent de l'NKVD
Després de diversos anys a l'exili, Efron va començar a sentir nostàlgia per Rússia. El desig de tornar a la seva terra natal es va fer cada cop més fort.Tenia por pel seu passat com a soldat blanc. Finalment, per idealisme o per obtenir l'acceptació dels comunistes, va començar a espiar per a l'NKVD, el precursor del KGB, i en fer-ho es va establir en una datxa, una cabana al camp. Àlia compartia les seves opinions i es va enfrontar cada vegada més a la seva mare. El 1937 va tornar a la Unió Soviètica. Més tard aquell mateix any, Efron també va haver de tornar a la URSS. El setembre de 1937, la policia francesa el va implicar en l'assassinat de l'exagent i desertor soviètic Ignace Reiss (també conegut com a Ignaty Reyss i Ignatz Reiss), en un camí rural a prop de Lausana, Suïssa.
Després de desertar i criticar Stalin i Iejov, l'espia soviètic Reiss va prometre no revelar cap secret de seguretat de l’Estat i va fugir amb la seva dona i el seu fill cap al remot poble de Finhaut, cantó del Valais, Suïssa, per amagar-se. Després d'haver estat amagats durant un mes, l’agent de l'NKVD Gertrud Schildbach, que era amiga seva, li va parar una trampa. Va contactar amb ell segons les instruccions de Roland Liudvigóvitx Abbiate, àlies Francois Rossi, àlies Vladímir Pravdin, nom en clau LETCHIK ("pilot"), un expatriat rus, ciutadà de Mònaco i agent soviètic de l'NKVD. Schildbach era un refugiat comunista alemany que fou persuadit d'escriure a Reiss per demanar una reunió i demanar-li consell. El 4 de setembre de 1937, Reiss va acordar trobar-se amb Schildbach a Lausana. Reiss, amb l'àlies Eberhardt, va ser atret per Gertrude Schildbach a una carretera lateral a prop de Lausana, on Roland Abbiate l'esperava amb una metralladora soviètica PPD-34. Reiss va rebre quinze impactes de bala de la metralladora d'Abiate, que el van matar a l'instant. Ambdós van llançar el cos de Reiss al costat de la carretera. Schildbach no es va tornar a veure mai més.
Es va dir que Efron era al cotxe dels assassins. També fou esmentat com a cap de l'NKVD i va es va afirmar que tenia una oficina de la "Unió per a la Repatriació" per reclutar agents de l'NKVD. Una recerca a l'oficina i al pis d'Efron no va aportar proves.
Després que Efron fugís de París, la policia va interrogar Tsvetàieva a la seu de París de la Sureté Nationale el 22 d'octubre de 1937. Aparentment, semblava confosa per les seves preguntes, va respondre de manera incoherent, però es diu que al setembre havia estat lluitant a Espanya i que "es podria haver abusat de la seva confiança -- la meva confiança en ell roman sense canvis". La policia va concloure que estava desconcertada i no en sabia res de l'assassinat.
Alguns creuen que Tsvetàieva no semblava haver sabut que el seu marit era un espia, ni fins a quin punt estava compromès.

## Retorn a la Unió Soviètica
L'octubre de 1937, Serguei Efron va marxar precipitadament cap a Le Havre, des d'on va anar amb un vapor a Leningrad. El 1939, Marina Tsvetàieva, que sempre s'havia oposat al retorn a la Unió Soviètica, va marxar a l'URSS amb el seu fill, sense saber la recepció que rebria.A l'URSS de Stalin, tothom que havia viscut a l'estranger era sospitós, així com qualsevol persona que havia estat entre la intel·liguèntsia abans de la Revolució.
En tornar a la Unió Soviètica, Efron i la seva família van rebre una residència estatal per part del NKVD a Bólxevo, prop de Moscou. Al principi, res no presagiava problemes. No obstant això, poc després del retorn de Marina Tsvetàieva, la seva filla Ariadna va ser arrestada.
Efron va ser arrestat per l'NKVD el 10 d'octubre de 1939. En el transcurs de la investigació, van intentar persuadir-lo de diverses maneres (inclosa la tortura) perquè declarés contra persones properes a ell, inclosos els companys de la Unió del Retorn, així com Tsvetàieva, però es va negar a declarar contra ells o contra qualsevol altra persona. La seva filla, però, va confessar sota pallisses que el seu pare era un espia trotskista, cosa que va conduir a la seva execució. Efron va ser afusellat el 1941; Ariadna va passar 8 anys en camps de treballs forçats i 6 anys a l'exili a la regió de Turukhansk. Ella i Efron van ser rehabilitats el 1955, després de la mort de Stalin.
El 1941, Tsvetàieva i el seu fill van ser evacuats a Ielàbuga. El 31 d'agost de 1941, mentre vivia a Ielàbuga, Tsvetàieva es va penjar. Segons el diari del seu fill Gueorgui, va visitar l'oficina local de l'NKVD, on probablement van intentar reclutar-la.